# Leonberger Bausparkasse
Die Leonberger Bausparkasse AG war eine Bausparkasse in der württembergischen Stadt Leonberg. Sie ging aus dem 1924 gegründeten Christlichen Notbund zur gegenseitigen Hilfe hervor. Die Leonberger Bausparkasse fusionierte im Jahr 2001 mit der Wüstenrot Bausparkasse AG. Zu diesem Zeitpunkt war die "Leo-Bau" die viertgrößte private Bausparkasse in Deutschland.

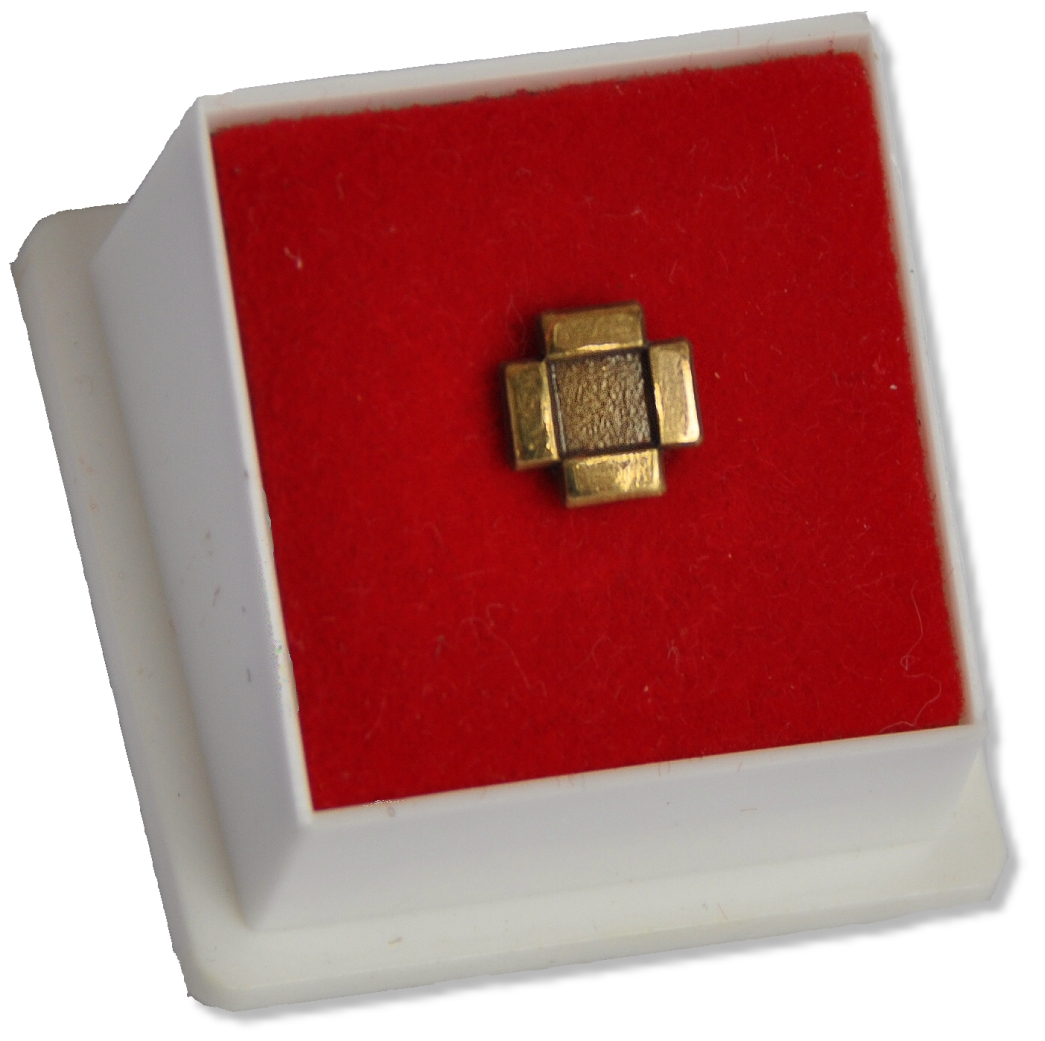
Anstecknadel mit LeoBau-Logo für besondere Ehrungen

## Unternehmensgeschichte

### Gründung
Der aus Eltingen (heute ein Stadtteil von Leonberg) stammende Missionar Christian Röckle, Begründer des Philadelphia-Vereins (1883–1966) gründete 1924 in Leonberg den Christlichen Notbund zur gegenseitigen Hilfe. Um die Wohnungsnot zu lindern, kam eine Baugenossenschaft mit einer Abteilung für Baugeldsparverträge auf gemeinnütziger Grundlage hinzu. Sie wurde am 27. Februar 1929 in einen selbstständigen Rechtsträger umgewandelt, die Creditgenossenschaft des Christlichen Notbundes zur gegenseitigen Hilfe eGmbH (CCN). Diese nahm ihren Betrieb in zwei gemieteten Räumen an der Steinstraße in Leonberg auf. Darlehen wurden nur zweckgebunden vergeben. 25 Bausparer bekamen 264.800 RM zugeteilt, das erste Bausparhaus wurde gebaut. Im Zwiespalt zwischen Evangelisation und Unternehmertum schied Christian Röckle jedoch 1932 aus dem Vorstand aus.

### 1929 bis 1945
Ende 1929 hatte die CCN 458 Mitglieder, ein Jahr später 2779. Aus der Creditgenossenschaft wurde 1930 die CCN-Bausparkasse, die ein Verwaltungsgebäude an der Silberbergstraße bezog. 1934 änderte das Unternehmen seinen Namen in Leonberger Bausparkasse eGmbH und ließ sich durch den Architekten Willem Bäumer einen Neubau an der Lindenstraße errichten.
Die Bausparreform im Jahr 1938 beschränkte das Arbeitsgebiet der Bausparkassen auf die Befriedigung des nachstelligen (heute: nachrangigen) Realkreditbedarfs. Dadurch verkleinerte sich der Finanzierungsanteil der Bausparkassen an dem einzelnen Objekt. Die Bausparreform hatte eine Konzentration der Branche zur Folge.
Vier Bausparkassen schlossen sich 1939 der Leonberger Bausparkasse an:
- Vaterhaus-Bausparkasse GmbH, Pforzheim
- Kosmos-Bausparkasse AG, Stuttgart
- Bausparkasse Germania AG, Köln
- Bausparkasse Das Heim eGmbH, Krefeld

Bereits 1933 hatte sich die Volkshilfe-Bausparkasse eGmbH, Stuttgart, mit der Leonberger Bausparkasse zusammengeschlossen.
Das Unternehmen nutzte die Konzentrationsbewegung, um die Genossenschaft in eine Aktiengesellschaft umzuwandeln. Zu diesem Zweck wurde das Aktienkapital der Kosmos-Bausparkasse erworben und die Firma der Aktiengesellschaft in Leonberger Bausparkasse geändert. Mit dieser wurden zunächst die Vaterhaus-Bausparkasse GmbH und die Bausparkasse Germania AG verschmolzen. Schließlich übernahm die neue Leonberger Bausparkasse die Bestände der Bausparkasse Das Heim und der früheren Genossenschaft. Durch diese Transaktionen wurde das Geschäftsvolumen der Leonberger etwa verdreifacht.
Großaktionär der neuen Leonberger Bausparkasse war die Allgemeine Rentenanstalt (ARA) ein Unternehmen der Württembergischen Lebensversicherungs AG in Stuttgart.
Trotz des Zweiten Weltkriegs steigerte die Bausparkasse ihr Neugeschäft von 1939 bis 1943 kontinuierlich, obwohl der private Wohnungsbau fast zum Erliegen kam. 1944 wurde das Niveau des Vorjahres noch fast gehalten. Das Unternehmen erklärte sich diese Entwicklung damit, dass viele Bausparer während des Krieges Kapital ansammeln wollten, um nach Kriegsende sofort mit dem Bau eines Eigenheims beginnen zu können. Nur im Jahr 1945, in dem Deutschland zunehmend zum Kriegsschauplatz wurde, brach das Neugeschäft ein.

### 1945 bis 1978
Bereits 1946 erreichten die Neuabschlüsse einen neuen Höchststand. Um die Wohnungsnot der Nachkriegszeit schnell zu lindern, bot die Leonberger Wohnsparverträge an. Sie spielten auch bei der Finanzierung der ersten Eigentumswohnungen eine Rolle. In der Nachkriegszeit war das Unternehmen die letzte noch richtig börsennotierte Bausparkasse. Durch die Währungsreform 1948 schrumpfte die Bilanzsumme auf 12 Millionen DM, stieg jedoch bis Ende 1953 wieder auf rund 100 Millionen DM. Bei der Währungsreform waren Bausparguthaben durch das Umstellungsverhältnis 10:1 besser behandelt worden als gewöhnliche Spareinlagen.
1954 feierte die Bausparkasse ihren 25. Geburtstag mit etwa 60.000 Bausparern und einem Vertragsbestand von 665 Millionen DM. Im Innendienst waren mittlerweile mehr als 200 Mitarbeiter, im Außendienst mehr als 300 Mitarbeiter beschäftigt. Den Außendienst unterstützte die Leonberger Bausparkasse durch ständige Eigenheimschauen in größeren Städte, die neben der Werbung neuer Bausparer auch der Beratung der Bestandskunden dienten.
Allein im Jahr 1958 stieg das Neugeschäft um 48,2 % gegenüber einer durchschnittlichen Zunahme aller Bausparkassen von 36,3 %. Der Gesamtvertragsbestand erhöhte sich auf fast 160.000 Verträge mit über 2,5 Mrd. DM Bausparsumme.
1959 wurde die Leonberger zum Depositengeschäft zugelassen. Die Werbung für das Spargeschäft wurde zunächst sehr zurückhaltend betrieben, da die Bausparkasse mit diesem Geschäftszweig den Banken Konkurrenz machte, die ihre größten Fremdgeldlieferanten waren. Die Buchhaltung wurde auf Lochkarten umgestellt, der Innendienst rationalisiert und modernisiert.
Im Jahr 1961 war die Leonberger Bausparkasse die drittgrößte der 17 privaten Bausparkassen. Sie hatte einen Marktanteil von 10,5 Prozent. Die ständige Steigerung der Baupreise veranlasste die Leonberger im Jahr 1961 zu dem Vorschlag, im Wohnungsbau mehr vorgefertigte Bauteile zu verwenden. Bei Versuchsbauten in Köln seien so 15 bis 20 Prozent der reinen Baukosten eingespart worden.
Ein Rekordergebnis erzielte das Institut 1966. 77.055 Bausparverträge wurden neu abgeschlossen. Die Bilanzsumme stieg auf 1,5 Milliarden DM. Ein Jahr später kam es durch die rückläufige Konjunktur und die Auswirkungen des Steueränderungsgesetzes 1966 zu einem drastischen Rückgang der Neuabschlüsse.
Von 1974 an traten die Württembergische Feuerversicherung AG, die Württembergische Rechtsschutzversicherung AG, die Allgemeine Rentenanstalt (ARA) und die Leonberger Bausparkasse AG, unter einem einheitlichen Gruppennamen auf. Für 1974 berichtete die Leonberger Bausparkasse von einem Neugeschäft mit 119.000 Verträgen. Das haftende Eigenkapital betrug 88,661 Millionen DM. Seit Einführung der Deutschen Mark hatte die Bausparkasse 460.000 Wohnungen mit 12,415 Milliarden DM finanziert.

### 1979 bis 1998

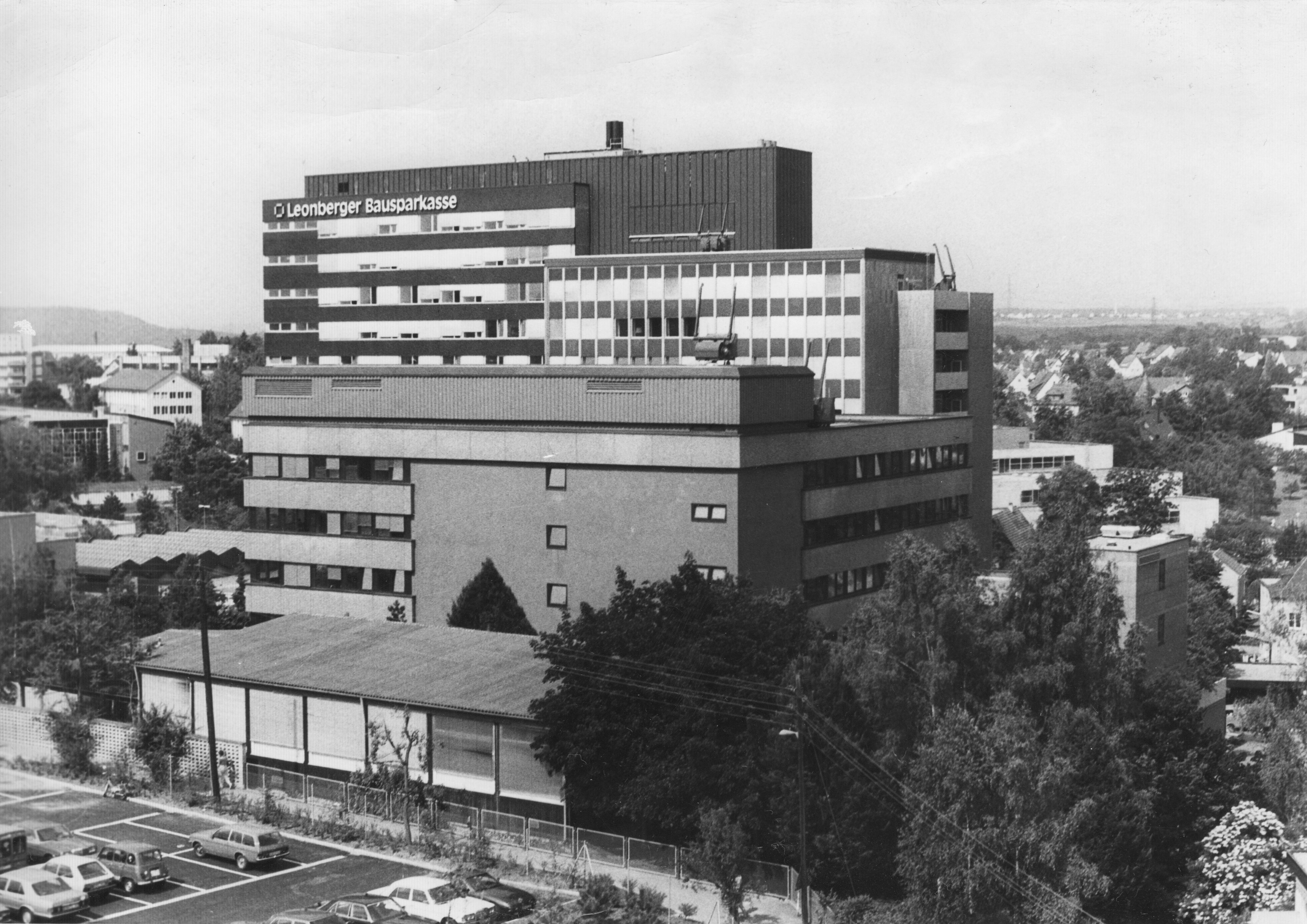
Bürohochhäuser der Leonberger Bausparkasse um 1980.

1979, also 50 Jahre nach ihrer Gründung, beschäftigte die Leonberger mehr als 2.400 Mitarbeiter und hatte eine Bilanzsumme von etwa 5,3 Milliarden DM.
1984 wurde die Leonberger Immobilien GmbH als Immobilienvermittlungstochter gegründet, 1986 ging die Leonberger als erste Bausparkasse an die Börse.
Im Trend zum Allfinanzkonzern der späten 80er Jahre beteiligte sich die Commerzbank 1988 an der Leonberger Bausparkasse. Die beiden Großaktionäre Commerzbank und Allgemeine Rentenanstalt hielten jeweils 39,9 Prozent des gezeichneten Kapitals, der Rest entfiel auf etwa 1100 Aktionäre im Streubesitz. Die Leonberger war die viertgrößte private Bausparkasse in der Bundesrepublik.
1991 erlebte die Leonberger Bausparkasse das bis dahin erfolgreichste Neugeschäft ihrer Firmengeschichte mit 173.563 neuen Bausparverträgen, davon 55.571 in den neuen Bundesländern. Das Unternehmen hatte in den neuen Bundesländern einen völlig neuen Außendienst mit dort ansässigen Mitarbeitern aufgebaut. Die Aktionäre profitierten von dem Ergebnis durch die dritte Dividenden-Erhöhung in Folge.
Als Schritt in Richtung auf den europäischen Binnenmarkt eröffnete die Leonberger Bausparkasse 1991 in Luxemburg ihre erste Auslandsniederlassung, die allerdings vier Jahre später wieder geschlossen wurde.

### Die Fusion

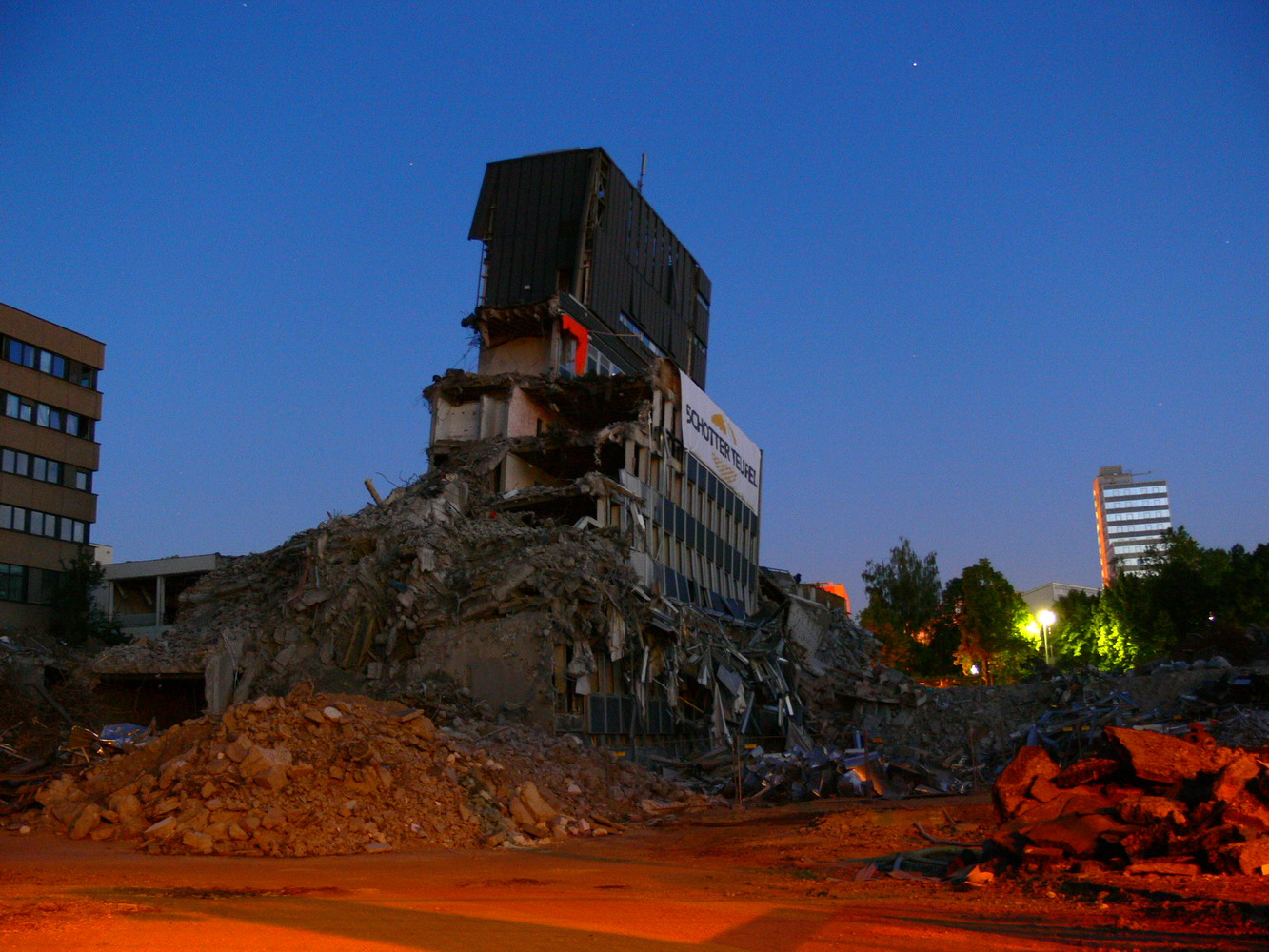
Ruine der gesprengten Bausparkasse

Ende 1998 trennte sich die Commerzbank nach zehn Jahren von der Leonberger Bausparkasse. Die Württembergische Versicherungsgruppe (Stuttgart) übernahm ihre Anteile. Damit verfügte die Württembergische über mindestens 80 Prozent der Stimmrechte.
1999 wurde die Leonberger Bausparkasse ein Teil des neuen Finanzkonzerns Wüstenrot & Württembergische AG (W & W), der aus der Verschmelzung der ehemaligen Württembergischen Versicherungsgruppe mit der Bausparkasse Wüstenrot entstand. W & W kündigten eine beabsichtigte Fusion der beiden Bausparkassen an. Der Konzern hielt bereits rund 95 % der Leonberger-Anteile. Der Jahresüberschuss 1999 von 23,9 Millionen DM wurde vollständig an die Aktionäre ausgeschüttet, die Dividende stieg von 18 auf 28 %.
Im August 2000 fusionierten zunächst die Immobilientöchter Wüstenrot Immobilien GmbH und Leonberger Immobilien GmbH zur bundesweit tätigen Wüstenrot Leonberger Immobilien GmbH.
Im letzten Jahr ihres Bestehens behauptete die Leonberger Bausparkasse ihre Marktposition, der Außendienst war im Bauspargeschäft erfolgreicher als im Branchendurchschnitt. Mit rund 110.000 Verträgen über Bausparsummen von 3,3 Milliarden DM stellte das Unternehmen einen neuen Zuteilungsrekord auf. Der Jahresüberschuss stieg auf 42,1 Millionen DM.
Im Jahr 2001 fusionierte die Leonberger Bausparkasse AG mit der Bausparkasse Wüstenrot AG. Die Hauptversammlung hatte der Fusion am 17. Juli 2001 zugestimmt. Die Aktien wurden im Verhältnis 1:1 umgetauscht. Die „neue“ Wüstenrot Bausparkasse AG war damit um rund ein Drittel größer als zuvor. Mit über drei Millionen Kunden, 3,5 Millionen Bausparverträgen mit 77 Milliarden Euro Bausparsumme und über 3400 Innendienstmitarbeitern in Ludwigsburg, Leonberg und in den Filialen sowie rund 3100 selbstständigen Außendienstpartnern war das Unternehmen die drittgrößte Bausparkasse in Deutschland hinter Schwäbisch Hall und BHW mit einem Marktanteil von rund 12 %. Innerhalb des Konzerns W & W galt die Bausparkasse als der einzige bedeutende Ertragsbringer.
Die rund 900.000 Kunden der früheren Leonberger Bausparkasse wurden zunächst von einem Leonberger Beratungsservice betreut. Im Jahr 2003 verschwand die Marke Leonberger endgültig, der Schriftzug am Bürohochhaus wurde durch Wüstenrot ersetzt. 360 Mitarbeiter durften noch einige Jahre in Leonberg bleiben, Ende Juni 2008 zogen die letzten Arbeitsplätze nach Ludwigsburg um. Im Frühjahr 2009 wurde dann damit begonnen, den Standort Leonberg komplett aufzulösen. Mehrere Gebäude wurden abgebrochen, weitere sollen folgen. Bei der Sprengung des Hauptgebäudes unterlief allerdings ein Fehler, denn ein großer Teil des oberen Gebäudeteils stürzte nicht ein und blieb als riesige Betonruine auf dem Schuttberg stehen.

## Der „Leonberger Weg“
Im Oktober 1990 führte die Leonberger Bausparkasse einen neuen Bauspartarif ein, der in der Branche Maßstäbe setzte. Das System LW (die Abkürzung stand für Leonberger Weg) löste das starre Tarifmodell ab, bei dem sich Bausparer bereits beim Vertragsabschluss auf eine bestimmte Variante ihrer Baufinanzierung festlegen mussten. Der neue, flexible Tarif gab den Kunden die Möglichkeit, bis zwei Monate vor der Zuteilung noch wesentliche Parameter ihres Bausparvertrags zu ändern.
Statt bisher sieben möglichen Vertragsvarianten in den Tarifen T1 bis T5 eröffnete das System LW mehr als 200 Kombinationsmöglichkeiten, die der Kunde auch rückwirkend ohne Mehrkosten ändern konnte. Eckpunkte waren ein Guthabenzins zwischen null und 4,75 Prozent, ein Darlehenszins zwischen 1,5 und 5,75 Prozent, ein Darlehen bis zu 150 Prozent des Bausparguthabens und eine Tilgungsdauer zwischen 11 und 16,5 Jahren. Die Grundidee des Bausparens als einer Solidargemeinschaft blieb dabei unangetastet: Wer Vorteile in Anspruch nimmt, muss an anderen Stellen Abstriche in Kauf nehmen. Der Preis der Flexibilität war eine erhöhte Abschlussgebühr von 1,6 Prozent der Bausparsumme.
Das System LW erforderte nach Angaben des Unternehmens eine Vorbereitungszeit von vier Jahren. Die Genehmigung durch das Bundesaufsichtsamt für das Kreditwesen nahm zwei Jahre in Anspruch. Das Tarifwerk war so komplex, dass es sich erstmals nicht in Tabellen beschreiben ließ: Die Außendienstmitarbeiter wurden deshalb mit einem so genannten Tarifrechner (einem Taschenrechner mit spezieller Software) ausgerüstet.
Ziel des neuen Tarifmodells war die Öffnung des europäischen Binnenmarkts im Jahr 1993. Bereits zuvor hatten die Bausparkasse Schwäbisch Hall, die BHW-Gruppe und im Frühjahr 1990 alle zwölf Landesbausparkassen variable Tarife eingeführt, die aber teilweise nur etwa zehn Optionen anboten.
Der komplexe Tarif wurde einige Jahre später durch eine vereinfachte Variante namens Leo Run abgelöst. Erstmals im Bausparwesen konnten längere Sparzeiten gegen niedrigere Darlehenszinssätze oder umgekehrt kürzere Sparzeiten gegen höhere Darlehenszinssätze getauscht werden.

## Bedeutung für die Stadt Leonberg

### Wirtschaft, Image
Die Leonberger Bausparkasse war über Jahrzehnte hinweg der größte Arbeitgeber in Leonberg und der größte Gewerbesteuerzahler. 1979 beschäftigte sie mehr als 2400 Angestellte.
Die Bausparkasse war eines von drei Markenzeichen, die den Namen der Stadt bundesweit bekannt machten – neben der Hunderasse der Leonberger und dem Autobahndreieck Leonberg.

### Städtebau
Die ersten Bürohäuser an der Lindenstraße wurden 1934 durch Willem Bäumer errichtet. Auf ihren Fundamenten wuchs das Firmengelände nach dem Zweiten Weltkrieg erheblich an. Mitte der 1950er-Jahre entstand der Westbau, der Nordbau folgte um 1967 und schließlich der neunstöckige Südbau im Jahr 1972. Damals hatten die süddeutschen Bausparkassen die Spitze ihres Wachstums erreicht. Das Firmengelände umfasste 37.000 Quadratmeter Geschossfläche auf einem Gelände von 21.700 Quadratmeter. Der Architekt der Firmenzentrale war Ludwig Hilmar Kresse, damals Rektor der Fachhochschule für Technik in Stuttgart. Ein ähnliches Hochhaus, aber doppelt so hoch, plante er auch für die Konkurrenz, die Bausparkasse Wüstenrot in Ludwigsburg.
Die Bürohochhäuser der Leonberger Bausparkasse waren die ersten Hochhäuser in Leonberg und markierten den Beginn einer neuen Stadtmitte. Ihr Abriss im Mai 2009 (Sprengung am 31. Mai) bedeutete für die Stadt eine weitere städtebauliche Zäsur, da die historische Altstadt erstmals wieder aus größerer Entfernung sichtbar ist. Ein Architektenwettbewerb eröffnete Anfang 2008 die Perspektive, die historische Altstadt und die neue Stadtmitte mit Sichtachsen zu verbinden und zudem unterhalb der Altstadtkrone eine großzügige Freifläche für ein Reiterstadion zu reservieren.
Im August 2008 erwarb der Stuttgarter Investor Rudolf Häussler das Bausparkassenareal von Wüstenrot, nachdem die Stadt auf ihr Vorkaufsrecht verzichtet hatte. Die Häussler-Gruppe kündigte an, 80 Millionen Euro in ein hochwertiges Wohnareal für Wohnen, Arbeiten und Einkaufen zu investieren. Im November 2010 wurde der Bebauungsplanentwurf vom Gemeinderat gebilligt.

### Kunst
Im Jahr 1973 wurde vor dem Eingang der Leonberger Bausparkasse die Doppelstele Symbol der Freundschaft von Gerlinde Beck aufgestellt. Die mehr als sieben Meter hohe zweifarbige Skulptur aus Stahl war eine Auftragsarbeit. Die Wüstenrot Bausparkasse überließ das Werk der Stadt Leonberg im Jahr 2009 als Dauerleihgabe.
Das Geldinstitut stiftete 1992 gemeinsam mit der Christian-Wagner-Gesellschaft einen Lyrikpreis, der nach dem Dichter Christian Wagner (1835–1918) aus dem heutigen Leonberger Stadtteil Warmbronn benannt wurde.